# Accidente ferroviario de Torre del Bierzo de 1944
El accidente ferroviario de Torre del Bierzo se produjo el 3 de enero de 1944 cuando un tren correo de Madrid a La Coruña, una locomotora en maniobras y un tren de mercancías, chocaron dentro del túnel n.º 20 de la línea Palencia-La Coruña a la altura de la localidad de Torre del Bierzo, en la provincia de León (España). Según la autoridad judicial, el número de víctimas mortales ascendió a 87, pero siempre se ha sospechado que el régimen franquista ocultó la magnitud real del accidente. Estimaciones posteriores elevaron la cifra a 200 fallecidos, habiéndose publicado especulaciones sobre un saldo de hasta 500 u 800 muertos. Sin embargo, una posterior investigación publicada en 2019 concluye que las víctimas fueron en total 100 muertos (94 de ellos en el tren correo) y 111 heridos (29 graves o muy graves; el resto leves o simples contusionados).
Las autoridades del régimen franquista ocultaron parcialmente mediante censura de prensa la verdadera dimensión de la catástrofe, ya que el pésimo estado de las infraestructuras ferroviarias, pobremente mantenidas debido a la precaria y prolongada situación de postguerra, había sido en buena medida responsable del accidente. Varias décadas después, el accidente daría título a un cortometraje (Túnel número 20) dirigido por Ramón de Fontecha, que obtuvo el Premio Goya al mejor cortometraje documental en 2002.

## Antecedentes
En 1944, España se encuentra una durísima posguerra puesto que a la guerra civil de tres años finalizada hace pocos años que ha padecido se une también que la Segunda Guerra Mundial se encuentra en marcha, dificultando la reconstrucción. Debido a la extrema pobreza de este periodo, no es de extrañar que se sucedan todo tipo de accidentes debido a material anticuado o que estuviera mantenido deficientemente, sin cumplir las condiciones de conservación. Muchos de estos accidentes provocaron enormes pérdidas materiales y humanas.
Ejemplos de estos accidentes que se sucederían durante la década de los 1940 podrían ser: la explosión del polvorín del Pinar de Antequera de 1940, el incendio de Santander de 1941 o el hundimiento del submarino C-4, la explosión de los polvorines de Alcalá de Henares y la explosión de un polvorín de la Armada en Cádiz, todos ellos en 1947. En todos estos casos la censura franquista reaccionó de manera contundente, minimizando en lo posible los accidentes o insinuando conspiraciones de sabotaje para perjudicar al régimen franquista.

## Trenes implicados

### El tren correo
El correo-expreso n.º 421, procedente de Madrid y con destino La Coruña, llevaba casi dos horas de retraso cuando el 3 de enero de 1944 hizo su entrada en Astorga. Era un poco más de mediodía. Llevaba dos locomotoras (una 141 n.º 4532 y la n.º 240-2423) y 12 vagones por el siguiente orden:
- 1 furgón de equipajes;
- 2 furgones de correo;
- 2 coches de 1.ª clase (uno mixto de 1.ª clase y bar);

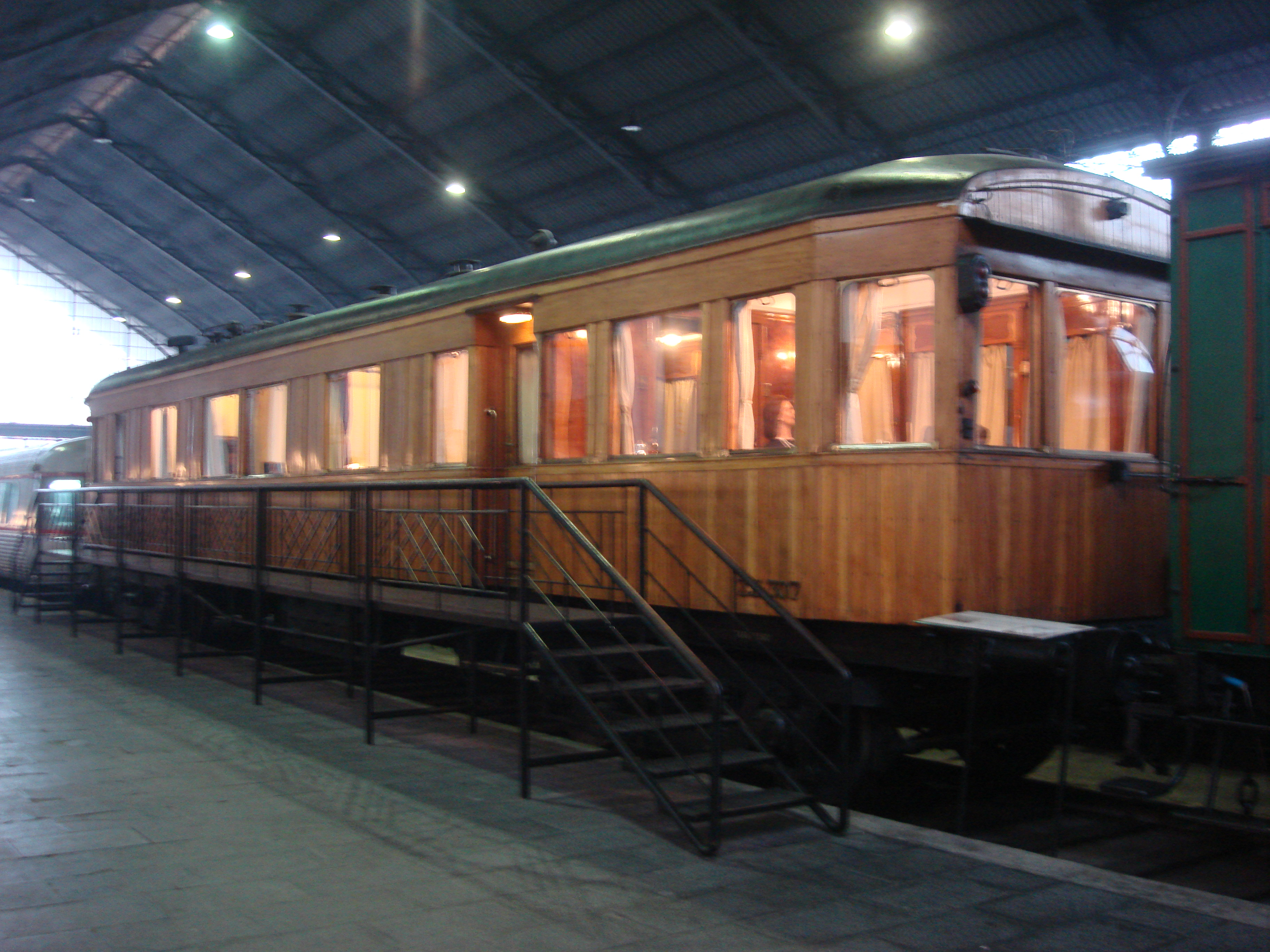
Vagón de pasajeros, actualmente conservado en el Museo del Ferrocarril de Madrid, similar a los que componían el convoy. Su material de construcción a base de madera facilitó que ardieran rápidamente.

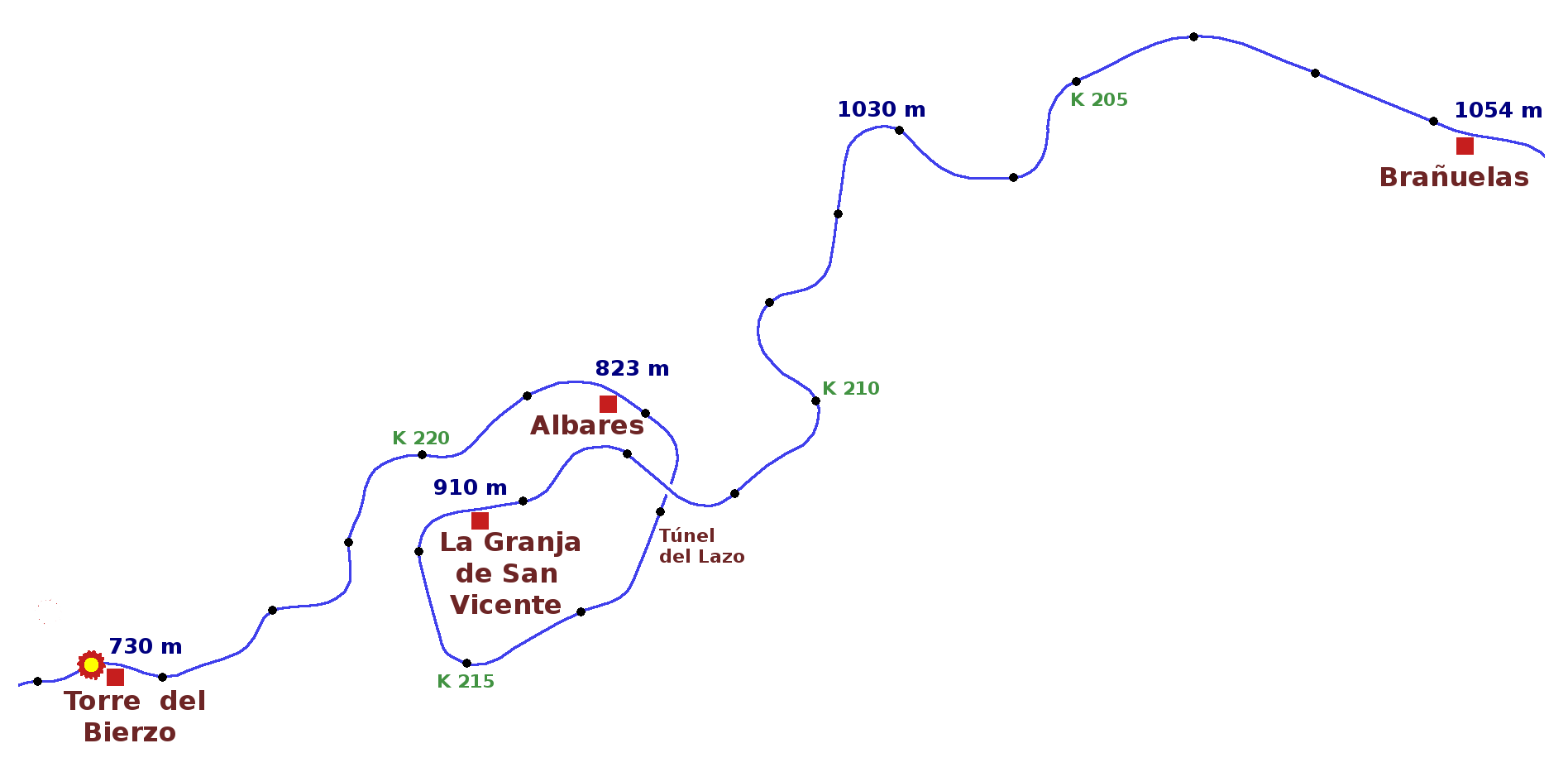
Recorrido del último tramo

- 1 coche mixto de 1.ª y 2.ª clase;
- 5 coches de 3.ª clase;
- 1 «furgón pagador», a la cola del convoy.

Teniendo en cuenta la composición del tren y asignando, debido a las fechas navideñas, una ocupación sobre las plazas de asiento del 105 % en 1.ª clase, del 110 % en 2.ª y del 130 % en 3.ª, resultaría una cifra aproximada de cerca de 900 pasajeros, de ellos unos 780 en 3.ª clase.
Según testigos, la locomotora titular, la 4532, no frenaba bien y se le había añadido expresamente la segunda locomotora, 240-2423, para paliar este problema. En Astorga se retrasó 9 minutos más comprobando el sistema de frenado. En la estación de La Granja, a mitad de descenso del puerto de Brañuelas, efectuó su parada reglamentaria y allí se comprobó que la locomotora acoplada tenía una caja de grasa caliente, por lo que hubo que desengancharla. Al parecer, el maquinista de la locomotora titular había advertido del problema de frenado, pero aun así se reanudó la marcha con una sola locomotora. En el descenso del puerto el convoy ganó velocidad. Tenía que efectuar parada en Albares de la Granja pero el maquinista no pudo frenar, mientras el jefe de la estación lo veía pasar a toda velocidad a las 13:10 h. Inmediatamente telefoneó a la estación de Torre del Bierzo para anunciar que el Correo 421 había perdido los frenos. El jefe de Torre del Bierzo mandó poner traviesas en la vía intentando frenarlo, pero no dio tiempo: en menos de 5 minutos el correo entraba en la estación haciendo sonar el silbato en señal de alarma y continuó hasta entrar en el túnel número 20, hoy desmontado y convertido en trinchera, situado exactamente en la coordenada 42.595889,-6.331000

### Maniobras
En dicho túnel se encontraba una locomotora de maniobras 4421 con tres vagones. El maquinista, advertido por el jefe de estación, estaba tratando de alejarse de la estación en el mismo sentido cuando el correo le alcanzó dentro del túnel.
Debido a la violencia del choque, los dos últimos vagones de la locomotora de maniobras se quedaron dentro del túnel, mientras que la máquina y el vagón restante salieron por el otro lado del túnel. También la locomotora del correo y los 5 primeros vagones (equipajes, dos de correos y dos de 1.ª clase) quedaron dentro del túnel. El coche mixto de 1.ª y 2.ª clase quedó en parte dentro del túnel y en parte fuera. Los cinco vagones de 3.ª clase y el coche pagador quedaron totalmente fuera del túnel. Los vagones que estaban dentro comenzaron a arder.

### El tren carbonero

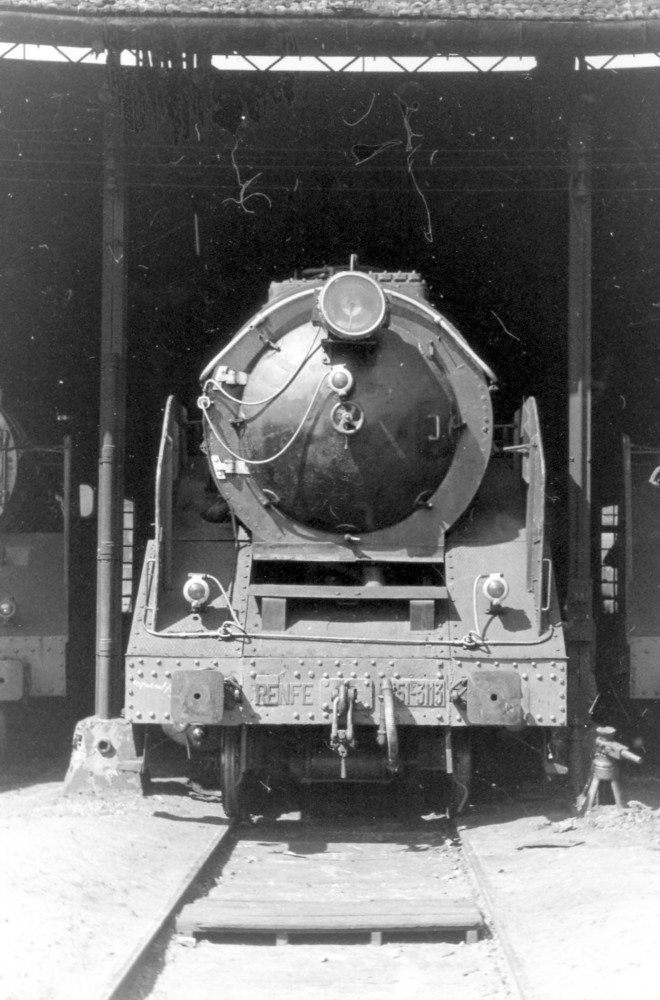
Frontal de una locomotora de la Serie 151-3101 a 3122 de Renfe, muy similar a la que remolcaba al tren de mercancías (carbonero) número 7742.

Ajeno a esta tragedia, en sentido contrario, circulaba el tren de mercancías (carbonero) número 7742 que tenía previsto realizar el cruce con el tren correo en la estación de Torre del Bierzo (debido al retraso que llevaba el correo 421, ya que el cruce estaba inicialmente previsto en Bembibre). Llevaba 27 vagones de carga y un furgón. El choque había destrozado los cables que movían las señales, y se habían quedado en vía libre para este tren en la estación de Torre del Bierzo. Por tanto, el fogonero echó más carbón en la máquina y el mercancías continuó su marcha.
Cuando el mercancías salió del túnel número 21, primero se encontró con el maquinista de la locomotora de maniobras, que había salido ileso del choque y trataba desesperadamente de evitar una tragedia mayor avisando al mercancías. Detrás de él, a solo 200 metros de la salida del túnel 21, se encontraba la máquina de maniobras. Al ver al maquinista, la pareja conductora del mercancías trató de frenarlo pero no había espacio suficiente. Como resultado de este choque, las locomotoras de maniobras y del mercancías descarrilaron y los primeros vagones de este último tren volcaron (matando al maquinista del tren de maniobras que había avisado). El silbato de la máquina de maniobras se abrió y estuvo sonando hasta que se acabó el vapor que había en la caldera.

## Causas del accidente
Principalmente, se debió al mal estado de las infraestructuras ferroviarias que, desde el final de la guerra civil, se encontraban en un estado pésimo. A esto se unía el mantenimiento precario y deficiente de aquellos años de la posguerra. A ello había que añadir la presión a la que se supone estuvo sometido el maquinista del tren correo para continuar viaje, aun sabiendo que los frenos se encontraban en un estado deplorable.
La tragedia fue mayor al producirse el choque dentro de un túnel e incendiarse los vagones que quedaron dentro de él. En caso de que el choque se hubiera producido al aire libre, las consecuencias hubieran sido menores con toda seguridad. Por otra parte, el desastre pudo haber sido mayor si el maquinista de la locomotora de maniobras no se hubiera sacrificado y el mercancías no hubiese frenado. El retraso del tren correo también influyó en el choque, ya que este convoy se encontró con la locomotora de maniobras y el mercancías a causa del mismo. El accidente se debe contextualizar dentro de la época de represión que sufrían los maquinistas de RENFE dado que, antes de y durante la contienda, muchos ferroviarios habían sido militantes de sindicatos obreros de izquierdas; por tanto, los maquinistas y operarios muchas veces actuaban bajo el temor de represalias por parte de las autoridades de la dictadura franquista.

## Consecuencias

### Resultado material del accidente en el tren correo
Como consecuencia del accidente la locomotora, los tres furgones de cabeza y los dos primeros coches de 1.ª clase descarrilaron dentro del túnel, sufrieron graves daños estructurales y al poco se incendiaron por completo; el tercer coche, de 1.ª y 2.ª, descarriló igualmente y sufrió también importantes daños, pero ya parcialmente fuera del túnel; el primer coche de 3.ª descarriló ya totalmente fuera del túnel y sufrió daños moderados; mientras que los cuatro restantes coches de 3.ª y el furgón administrativo no descarrilaron ni sufrieron daños apreciables. De hecho con esos cuatro coches y el furgón se improvisó un tren que al poco tiempo regresó hacia Astorga y León con los supervivientes y parte de los heridos.

### Balance de víctimas
El juzgado de Ponferrada levantó el acta con una cifra de 58 cadáveres, mientras que en la sentencia del juicio al maquinista del tren correo se estableció un total de 83 muertos y 64 heridos. Por su parte RENFE informó de 78 muertos y 75 heridos. Esto habría coincidido con la cifra judicial si se supone que 5 de las víctimas murieran en días posteriores al accidente. En todo caso parece evidente que gran parte de las víctimas mortales fueran viajeros de 1.ª clase, aparte de media docena de trabajadores de RENFE y de Correos, mientras que inversamente una gran proporción de los pasajeros de 3.ª clase resultarían ilesos o heridos leves. En el tren correo también viajaba el equipo de fútbol del Club Betanzos (club hoy desaparecido), que regresaba de jugar un partido en Palencia; resultaron muertos dos de los jugadores y herido grave un tercero.
En el Libro Guinness de los récords figuraba como una de las mayores tragedias ferroviarias de la historia, con un balance de 500 a 800 víctimas.Marshall, John, autor del libro Rail facts and feats, ofreció una estimación de víctimas de entre 500 y 800 muertos, declarándolo como el tercer accidente ferroviario con más víctimas del mundo. Estimaciones del sindicato ferroviario de UGT comparten aquella cifra.
Esas cifras son descartadas por otras versiones, que afirman que el balance real podría haber llegado a los 150-200 muertos. Finalmente, la investigación publicada en 2019 fija el número total de fallecidos en 100, especificando individualmente su identidad.
Lo cierto es que no existe un registro pormenorizado de las personas que iban en el convoy, pero sí se sabe que el tren iba abarrotado de pasajeros (sentados incluso en los pasillos y plataformas externas) al tratarse de fechas navideñas.

### Censura
Al día siguiente de producirse el accidente, la noticia apareció en algunos diarios, en los que se leía que hasta el momento se han extraído 26 cadáveres y se supone fundadamente que dentro del mismo [el túnel] se encontrarán aún más y que los heridos graves y leves son 61. Con posterioridad solo hubo referencias que no entraban en mayores detalles, salvo las víctimas futbolistas de Betanzos.
Posteriormente, el día 9 se publicó en ambos diarios, una extensa nota sin firma, en la que se atribuía el siniestro -que se calificaba de «catástrofe» y de «trágico accidente» sin cuantificar sus consecuencias- además de a la fatalidad a las deficientes condiciones de las infraestructuras y del material móvil, y en la que se reconocía que «aún falta mucho que hacer para alcanzar una normalidad del servicio ferroviario español, y mucho más para mejorarlo hasta la altura de la técnica moderna».
Pronto aparecieron en Torre del Bierzo autoridades militares, judiciales y de RENFE, iniciando las labores de investigación e identificación y vetándose rigurosamente la entrada de periodistas en la zona. Con impuesta disciplina militar, el régimen encubría sus debilidades evitando así el impacto social que hubiera producido la justa información del siniestro. Décadas después, los pocos testigos aún vivos se refirieron a que, durante toda una semana, no cesó el desfile de cadáveres por Torre del Bierzo. Era vox populi que habían salido del túnel muchos más cadáveres de los que oficialmente se habían declarado.

### Reanudación del servicio
La vía quedó expedita y el servicio se reanudó el día 6 de enero, circulando en esa fecha el expreso La Coruña-Madrid ya con normalidad.

### Desmantelamiento del túnel n.º 20
Las características geológicas de la zona del túnel y los daños sufridos por el accidente, la acumulación de escombros de una mina cercana sobre la bóveda, además de su antigüedad, forzaron la realización de un proyecto para su eliminación. Así, entre 1985 y mayo de 1987, se realizaron los trabajos para su desmantelamiento, eliminándose el terraplén que se encontraba sobre él y su conversión definitiva en trinchera.

### Locomotora en el Museo del Ferrocarril
La locomotora Santa Fe 5001, que tiraba del tren carbonero número 7742 involucrado en la catástrofe ferroviaria de Torre del Bierzo, se conserva actualmente, restaurada, en el Museo del Ferrocarril de Cataluña, en Villanueva y Geltrú (Barcelona).

## Investigación publicada en 2019
En octubre de 2019 se publicó, en forma de libro de 621 páginas, el resultado de una investigación exhaustiva en archivos ferroviarios, judiciales, militares y administrativos en general y en hemerotecas sobre todos los aspectos del accidente.
Un mínimo resumen de los datos más relevantes sacados a la luz por la investigación es el siguiente:

### Composición del tren correo y pasajeros
- Debido a la gran afluencia de viajeros en varias estaciones intermedias —Valladolid, Venta de Baños, Palencia y León—, a la composición inicial que había salido de Madrid-Príncipe Pío se añadió en Venta de Baños un coche de 3.ª clase,[21] y en León otro de 3.ª y uno mixto de bar y 1.ª clase.[22] En León también se añadió en cola del tren un furgón pagador.[22]
- En el tren correo viajaban tres centenares de marineros de la Armada que regresaban a sus destinos en Ferrol tras los permisos navideños; 140 de ellos procedían de Asturias, Santander o Guipúzcoa y habían subido al tren en Venta de Baños o en Palencia.[23] Todos viajaban con billetes de 3.ª clase, pero debido a la aglomeración en los coches de la misma, un cierto número de ellos se pasó a los coches de 2.ª y 1.ª.[24]
- También viajaban un equipo de futbol de la localidad de Betanzos que regresaba de un partido de liga de 3ª División disputado en Palencia[25] y numerosos vecinos de León, Astorga, Ponferrada y zonas cercanas.[26]

### Víctimas
- El accidente produjo un total 100 víctimas mortales (83 hombres y 17 mujeres) y 111 heridos. De los 100 muertos 94 iban en el tren correo, y de ellos 26 eran marineros, 14 ferroviarios, 8 guardias civiles, 7 militares de Tierra o Aire y 2 policías; los restantes 37 eran pasajeros civiles,[7] entre ellos dos futbolistas del Club Betanzos, equipo que había jugado el fin de semana un partido de Liga de 3ª División en Palencia.[27]
- Todos los fallecidos excepto siete sufrieron el accidente dentro del túnel.[28]
- Cinco de las víctimas mortales eran pasajeros que fueron rescatados con vida del lugar del accidente pero fallecieron posteriormente en centros hospitalarios.[29]
- Los lugares de nacimiento de los fallecidos se reparten entre las actuales comunidades autónomas de la siguiente forma: Castilla y León, 40; Galicia, 26; Cantabria, 19; Asturias, 4; País Vasco, 3; Comunidad Valenciana, 2; Comunidad de Madrid, 2; Andalucía, 1; Cataluña, 1; Castilla-La Mancha, 1; Aragón, 1.[30]
- De los 111 heridos 29 lo fueron graves o muy graves; el resto leves o simples contusionados.[6]
- Debido a la composición del tren gran parte de las víctimas mortales fueron viajeros de los coches de 1.ª clase, además de media docena de trabajadores de RENFE y de Correos, mientras que inversamente una gran proporción de los pasajeros de 3.ª clase resultaron ilesos o heridos leves.[31] El libro incluye un registro pormenorizado de las 100 víctimas mortales y de los heridos.[15]

### Actuación judicial e indemnizaciones
- La autoridad judicial militar, que fue la que definitivamente intervino ya que los ferroviarios se encontraban militarizados, procesó bajo la acusación de 83 homicidios a cuatro trabajadores de Renfe incluido el maquinista del tren correo, que fueron absueltos tras el correspondiente juicio.[32]
- Todas las víctimas, o sus familiares, recibieron las indemnizaciones previstas por el SOV (Seguro Obligatorio de Viajeros) que en el caso de los fallecidos totalizaron 2 800 000 pesetas.[33]

### Informaciones publicadas y actos públicos
- La noticia del accidente apareció de manera destacada al día siguiente en por lo menos 20 periódicos de toda España, si bien las cifras de víctimas mortales mencionadas eran inferiores a 30 advirtiéndose que eran provisionales.[34]
- En los días siguientes, se siguieron publicando noticias subiendo la cifra a 59; también se publicaron en la prensa numerosas esquelas y varios edictos judiciales con nombres de víctimas mortales. Sin embargo nunca se publicó el número final de víctimas.[34]
- En los diarios leoneses, Proa y El Diario de León, siguieron apareciendo noticias sobre el accidente hasta el día 13.[35] También se publicaron informaciones durante días en los  diarios de Galicia según fueron llegando a sus destinos supervivientes y heridos leves.[36]
- El artículo sin firma que hablaba de «catástrofe», pero no mencionaba ninguna cifra de víctimas, y que reconocía que «aún falta mucho que hacer para alcanzar una normalidad del servicio ferroviario español, y mucho más para mejorarlo hasta la altura de la técnica moderna» se publicó el día 9 no solamente en ABC y La Vanguardia, sino en al menos 10 diarios más.[37]
- El día 4 por la tarde, se celebró en León un solemne entierro, con 50 féretros, con asistencia de las autoridades locales y provinciales y miles de personas más, que recorrió las principales calles de la ciudad en la que se había decretado el cierre de los comercios en señal de luto. Fue recogido extensamente al día siguiente por la prensa regional.[38]
- Al día siguiente se celebró también en León un funeral con asistencia multitudinaria, convocado por el Gobierno Civil de la provincia. En Astorga se celebró igualmente un funeral y se suspendieron las celebraciones del día de Reyes, incluida la cabalgata.[39]

## Cortometraje
Ramón de Fontecha produjo, escribió y dirigió un cortometraje con el título Túnel número 20 que, en 2002, ganó el Premio Goya al mejor cortometraje documental.
Se proyectó en la 47.ª edición de la Semana Internacional de Cine de Valladolid. La historia de un superviviente del accidente sirve de hilo conductor al corto, en el que se denuncia la censura franquista y se relatan los testimonios de los afectados.